# یواس‌اس تالوگا (ای‌او-۶۲)
یواس‌اس تالوگا (ای‌او-۶۲) (به انگلیسی: USS Taluga (AO-62)) یک کشتی بود که طول آن ۵۵۳ فوت (۱۶۹ متر) بود. این کشتی در سال ۱۹۴۴ ساخته شد.